# Grande Prêmio da Alemanha de 2005
O Grande Prêmio da Alemanha de 2005 foi uma corrida de Fórmula 1, que aconteceu em Hockenheim a 24 de julho de 2005. Foi a décima segunda etapa da temporada de 2005, tendo como vencedor o espanhol Fernando Alonso, da Renault.

## Resumo
- Juan Pablo Montoya foi punido com a perda de 10 posições pela troca de motor.
- Primeiro pódio de Jenson Button na temporada.
- Primeira corrida de Robert Doornbos na Minardi

## Pilotos do treino livre
| Construtor        | Nº | Piloto            |
| ----------------- | -- | ----------------- |
| McLaren-Mercedes  | 35 | Alexander Wurz    |
| Sauber-Petronas   |    | n/d               |
| Red Bull-Cosworth | 37 | Vitantonio Liuzzi |
| Toyota            | 38 | Ricardo Zonta     |
| Jordan-Toyota     | 39 | Nicolas Kiesa     |
| Minardi-Cosworth  |    | n/d               |

## Classificação da prova

### Treino classificatório
| Pos.   | Nº | Piloto               | Equipe            | Tempo     | Diferença |
| ------ | -- | -------------------- | ----------------- | --------- | --------- |
| 1      | 9  | Kimi Räikkönen       | McLaren-Mercedes  | 1:14.320  | -         |
| 2      | 3  | Jenson Button        | BAR-Honda         | 1:14.759  | + 0.439   |
| 3      | 5  | Fernando Alonso      | Renault           | 1:14.904  | + 0.586   |
| 4      | 6  | Giancarlo Fisichella | Renault           | 1:14.927  | + 0.609   |
| 5      | 1  | Michael Schumacher   | Ferrari           | 1:15.006  | + 0.688   |
| 6      | 7  | Mark Webber          | Williams-BMW      | 1:15.070  | + 0.752   |
| 7      | 8  | Nick Heidfeld        | Williams-BMW      | 1:15.403  | + 1.083   |
| 8      | 4  | Takuma Sato          | BAR-Honda         | 1:15.501  | + 1.181   |
| 9      | 16 | Jarno Trulli         | Toyota            | 1:15.532  | + 1.212   |
| 10     | 15 | Christian Klien      | Red Bull-Cosworth | 1:15.635  | + 1.315   |
| 11     | 14 | David Coulthard      | Red Bull-Cosworth | 1:15.679  | + 1.359   |
| 12     | 17 | Ralf Schumacher      | Toyota            | 1:15.689  | + 1.369   |
| 13     | 12 | Felipe Massa         | Sauber-Petronas   | 1:16.009  | + 1.691   |
| 14     | 11 | Jacques Villeneuve   | Sauber-Petronas   | 1:16.012  | + 1.694   |
| 15     | 2  | Rubens Barrichello   | Ferrari           | 1:16.230  | + 1.910   |
| 16     | 21 | Christijan Albers    | Minardi-Cosworth  | 1:17.519  | + 3.199   |
| 17     | 20 | Robert Doornbos      | Minardi-Cosworth  | 1:18.313  | + 3.993   |
| 18     | 18 | Tiago Monteiro       | Jordan-Toyota     | 1:18.599  | + 4.279   |
| 19     | 10 | Juan Pablo Montoya   | McLaren-Mercedes  | sem tempo | Rodou     |
| 20     | 19 | Narain Karthikeyan   | Jordan-Toyota     | sem tempo | Motor     |
| Fonte: |    |                      |                   |           |           |

### Corrida
| Pos.   | Nº | Piloto               | Equipe            | Voltas | Tempo/Diferença | Grid | Pontos |
| ------ | -- | -------------------- | ----------------- | ------ | --------------- | ---- | ------ |
| 1      | 5  | Fernando Alonso      | Renault           | 67     | 1:26:28.599     | 3    | 10     |
| 2      | 10 | Juan Pablo Montoya   | McLaren-Mercedes  | 67     | + 22.569        | 20 † | 8      |
| 3      | 3  | Jenson Button        | BAR-Honda         | 67     | + 24.422        | 2    | 6      |
| 4      | 6  | Giancarlo Fisichella | Renault           | 67     | + 50.587        | 4    | 5      |
| 5      | 1  | Michael Schumacher   | Ferrari           | 67     | + 51.690        | 5    | 4      |
| 6      | 17 | Ralf Schumacher      | Toyota            | 67     | + 52.242        | 12   | 3      |
| 7      | 14 | David Coulthard      | Red Bull-Cosworth | 67     | + 52.700        | 11   | 2      |
| 8      | 12 | Felipe Massa         | Sauber-Petronas   | 67     | + 56.570        | 13   | 1      |
| 9      | 15 | Christian Klien      | Red Bull-Cosworth | 67     | + 1:09.818      | 10   |        |
| 10     | 2  | Rubens Barrichello   | Ferrari           | 66     | + 1 volta       | 15   |        |
| 11     | 8  | Nick Heidfeld        | Williams-BMW      | 66     | + 1 volta       | 7    |        |
| 12     | 4  | Takuma Sato          | BAR-Honda         | 66     | + 1 volta       | 8    |        |
| 13     | 21 | Christijan Albers    | Minardi-Cosworth  | 65     | + 2 voltas      | 16   |        |
| 14     | 16 | Jarno Trulli         | Toyota            | 64     | + 3 voltas      | 9    |        |
| 15     | 11 | Jacques Villeneuve   | Sauber-Petronas   | 64     | + 3 voltas      | 14   |        |
| 16     | 19 | Narain Karthikeyan   | Jordan-Toyota     | 64     | + 3 voltas      | 19   |        |
| 17     | 18 | Tiago Monteiro       | Jordan-Toyota     | 64     | + 3 voltas      | 18   |        |
| 18     | 20 | Robert Doornbos      | Minardi-Cosworth  | 63     | + 4 voltas      | 17   |        |
| NC     | 7  | Mark Webber          | Williams-BMW      | 55     | + 12 voltas     | 6    |        |
| Ret    | 9  | Kimi Räikkönen       | McLaren-Mercedes  | 32     | Pane hidráulica | 1    |        |
| Fonte: |    |                      |                   |        |                 |      |        |

## Tabela do campeonato após a corrida
| Pos.   | Piloto             | Pontos |
| ------ | ------------------ | ------ |
| 1      | Fernando Alonso    | 87     |
| 2      | Kimi Räikkönen     | 51     |
| 3      | Michael Schumacher | 47     |
| 4      | Juan Pablo Montoya | 34     |
| 5      | Rubens Barrichello | 31     |
| Fonte: |                    |        |

| Pos.   | Construtor       | Pontos |
| ------ | ---------------- | ------ |
| 1      | Renault          | 117    |
| 2      | McLaren–Mercedes | 95     |
| 3      | Ferrari          | 78     |
| 4      | Toyota           | 57     |
| 5      | Williams–BMW     | 47     |
| Fonte: |                  |        |

- Nota: Somente as primeiras cinco posições estão listadas.